# ميغان لي
ميغان لي (بالإنجليزية: Megan Lee) هي يوتيوبية وكاتبة أغاني ومغنية مؤلفة وملحنة ومغنية وممثلة أمريكية، ولدت في 18 سبتمبر 1995 في لوس أنجلوس في الولايات المتحدة.

## وصلات خارجية
- الموقع الرسمي
- ميغان لي على موقع IMDb (الإنجليزية)
- ميغان لي على موقع ميوزك برينز (الإنجليزية)
- ميغان لي على موقع قاعدة بيانات الفيلم (الإنجليزية)